# Majken Thorup
Majken Thorup Toft (Lyngby, 1 de mayo de 1979) es una deportista danesa que compitió en natación. Ganó una medalla de bronce en el Campeonato Europeo de Natación de 2004, en la prueba de 50 m braza.

## Palmarés internacional
| Campeonato Europeo | Campeonato Europeo | Campeonato Europeo | Campeonato Europeo |
| Año                | Lugar              | Medalla            | Prueba             |
| ------------------ | ------------------ | ------------------ | ------------------ |
| 2004               | Madrid (España)    | Medalla de bronce  | 50 m braza         |